# Bratři Marxové

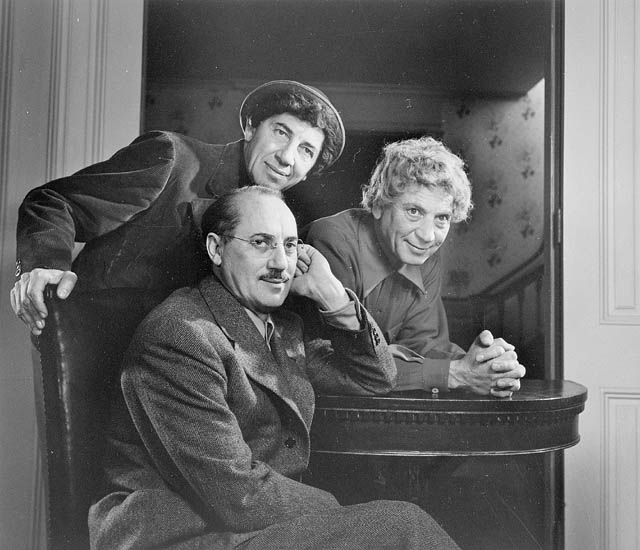
Bratři Marxové v roce 1948: (zleva stojí Chico a Harpo, sedí Groucho)

Bratři Marxové (Marx Brothers nebo zkráceně Marx Bros) byli sourozenecká skupina amerických komiků židovského původu, působících v divadle, ve filmu a v televizi. Největší slávy dosáhli ve 30. letech a jsou oceňováni jako jedni z nejvlivnějších komiků 20. století.
Členy skupiny byli bratři:
- Chico (vlastním jménem Leonard Marx, 22. březen 1887 – 11. říjen 1961)
- Harpo (vlastním jménem Adolph Arthur Marx, 23. listopad 1888 – 28. září 1964)
- Groucho (vlastním jménem Julius Henry Marx, 2. říjen 1890 – 19. srpen 1977)
- Gummo (vlastním jménem Milton Marx, 23. říjen 1893 – 21. duben 1977)
- Zeppo (vlastním jménem Herbert Manfred Marx, 25. únor 1901 – 30. listopad 1979)

## Kariéra
Začínali ve varieté. Roku 1924 prorazili na Broadwayi s hudební komedií I’ll Say She Is, triumf pak slavili o rok později s The Cocoanuts (hudbu pro tento muzikál složil Irving Berlin). Hra byla roku 1929 zfilmována a znamenala pro skupinu debut na filmovém plátně.  V letech 1929–1949 společně natočili celkem třináct filmů. Jejich absurdní humor dostoupil vrcholu ve snímcích Omlazovací prostředek (1931) nebo Kachní polévka (1933). Americký filmový institut zvolil roku 2000 pět z těchto třinácti filmů do výběru sto nejlepších komedií 20. století, Kachní polévka skončila pátá, Noc v opeře dvanáctá. Jejich filmy byly již zvukové, ale bezprostředně navázaly na tradici němé grotesky, zejména z dílny Macka Senneta.
Skupina se rozešla roku 1950, nejpopulárnější z bratrů Groucho se pak věnoval televizi. Nejméně známý z pětice, Gummo, se neobjevil v žádném z filmů, proto se někdy hovoří o kvartetu, nebo dokonce triu, neboť nejmladší Zeppo (Herbert) ve filmech hrál nekomediální role a navíc se ve filmech neobjevoval od roku 1935.
Názvy jejich filmů A Day at the Races a A Night at the Opera se v 70. letech pro svá alba inspirovala britská rocková kapela Queen. Když se o tom Groucho Marx krátce před svou smrtí dozvěděl, potěšilo ho to a pozval členy kapely na osobní setkání.

## Charaktery

Stylizované propriety Groucha Marxe

Každý z bratrů měl určitou typickou roli, která se napříč filmy v podstatě neměnila:
- Chico nosil tmavou kudrnatou paruku a vystupoval jako typ prohnaného prosťáčka s italským přízvukem.
- Harpo měl světlou kudrnatou paruku, vůbec nemluvil a vyjadřoval se jen pomocí zvuků vydávaných různými předměty, které nečekaně vytahoval z kapes.
- Groucho měl vždy brýle, doutník a namalovaný obrovský knír a obočí, a byl typem velmi výřečného úlisného obchodníka, který se snaží na všem vydělat, a to za chrlení vodopádu břitkých a vtipných poznámek. Jeho zjev se stal tak klasickým, že se stále používá jako komická maska nebo symbol komedie.
- Zeppo v počátcích jejich filmové kariéry vystupoval v seriózních rolích milovníků.

## Filmografie
- The Cocoanuts (1929)
- Animal Crackers (1930)
- The House That Shadows Built (1931) – krátký film
- Monkey Business (1931)
- Horse Feathers (1932)
- Duck Soup (1933)

- A Night at the Opera (1935)
- A Day at the Races (1937)
- Room Service (1938)
- At the Circus (1939)
- Go West (1940)
- The Big Store (1941)
- A Night in Casablanca (1946)
- Love Happy (1949)
- The Story of Mankind (1957) – jen cameo role
- The Incredible Jewel Robbery (1959) – televize